# スーパーToday
『スーパーToday』（スーパートゥディ）は、1992年8月3日から1994年4月1日まで北海道放送（HBCラジオ）で放送されていたワイド番組。

## 概要
1992年8月1日にHBCラジオ札幌放送局がAMステレオ放送を開始したのに伴う改編の番組。それまであった4つのワイド番組および内包していたネット番組を統合した。1993年3月までは朝6:30から夕方18:00まで、朝枠と昼枠の2部構成だったが、1993年4月からは『おはよう!松永俊之です』（6:30 - 9:00）の放送開始に伴いスタート時間が9:00に繰り下がり、12時台の『お昼の歌謡曲』を挟んで朝9:00 - 夕方17:00の8時間の超ワイド番組として放送された。

## パーソナリティ

### 1992年8月 - 1993年3月
- 佐藤則幸（月曜 - 水曜、6:30 - 11:00）
- 岡野隆（木曜・金曜、6:30 - 11:00）
- 前田華代子（月曜 - 金曜、6:30 - 9:00）
- 村上亜希子（月曜 - 金曜、9:00 - 11:00）
- 鎌田強（月曜 - 水曜、13:00 - 18:00）
- 桜井宏（木曜、13:00 - 18:00）
- 坂上隆志（金曜、13:00 - 18:00）
- 小野垣彩子（月曜 - 金曜、13:00 - 15:00）
- 村井裕子（月曜 - 金曜、15:00 - 18:00）

### 1993年4月 - 1994年4月
※パーソナリティ2人が9:00 - 17:00通して出演。
- 月曜：桜井宏・小野垣彩子
- 火曜：鎌田強・吉川久美子
- 水曜：横田久・山田頼子
- 木曜：島森則夫・渡辺陽子（1993年4月 - 1993年9月）・鶴羽佳子（1993年10月 - 1994年4月）
- 金曜：岡野隆・船越ゆかり

## タイムテーブル

### 6:30 - 18:00枠時代（1992年8月 - 1993年3月）
1部
- 6:30 - オープニング・今日の運勢
- 6:36 - トピッカーレポート
- 6:37 - 天気予報
- 6:40 - 暮らしきき耳世界の声（木曜日・金曜日）
- 6:50 - お目覚めリクエスト
- 6:55 - 道新ニュース
- 7:00 - 歌のない歌謡曲
- 7:15 - ニュース&スポーツフラッシュ
- 7:20 - フィッシング情報（金曜日）
- 7:29 - 朝ごはんで元気一番
- 7:34 - 千田正穂の日本発見
- 7:43 - トピッカーレポート
- 7:44 - 道路情報
- 7:47 - 天気予報
- 7:50 - 道新ニュース・お出かけ情報
- 8:00 - 日本全国8時です
- 8:14 - トピッカーレポート
- 8:15 - 朝の歳時記
- 8:20 - サラリーマン情報
- 8:30 - フェリーガイド
- 8:31 - ラッシュチェック
- 8:40 - HBCヒューマンネットワーク・あなたに会いたい
- 8:45 - 今朝のデータフラッシュ
- 8:55 - 道新ニュース
- 9:00 - フリーコーナー
- 9:12 - 北の歳時記
- 9:20 - ノリ出せトーク
- 9:30 - 今日の天気
- 9:35 - ニチイデータグラフ
- 9:40 - ラジオショッピング（火曜日）
- 9:45 - 道新ニュース
- 9:50 - マイタウンサッポロ〜トピッカーレポート
- 9:55 - まるい手帖
- 10:00 - フリーコーナー
- 10:22 - 花の話あれこれ（月曜日、金曜日）
- 10:29 - ラジオショッピング（火曜日）
- 10:35 - ニッカピアドール・サウンドメモリー
- 10:45 - 浜美枝のいい人みつけた
- 10:55 - 道新ニュース

2部
- 13:00 - 2部オープニング
- 13:05 - トピッカー・ファクトリー情報
- 13:20 - 列島リポート
- 13:30 - デビルのストリート大作戦
- 13:35 - クラウンレコード1万円クイズ
- 13:44 - 道路情報
- 13:51 - 天気予報
- 13:55 - 道新ニュース
- 14:00 - 答えるラジオ
- 14:25 - ラッシュチェック
- 14:27 - フェリー情報
- 14:30 - ラジオダイス
- 14:40 - 職業対抗単語でポン!!
- 14:49 - 道路情報
- 14:52 - 天気予報
- 14:55 - 道新ニュース
- 15:00 - 中田しんじの旅の宝石箱（金曜日）
- 15:20 - トピッカーちょっと待って
- 15:32 - ミュージック・ハイウェイ
- 15:42 - 天気予報
- 15:45 - 道路情報
- 15:48 - 京田のパンパカパーン大賞（月曜〜木曜）／金曜プレゼント（金曜日）
- 15:50 - フェリーガイド
- 15:52 - 道新ニュース
- 16:04 - 残業応援し隊
- 16:10 - アベコーの穴党専科（金曜日）
- 16:20 - ばんえい競馬ホット情報（金曜日）
- 16:26 - ニュースフラッシュ
- 16:27 - ラッシュチェック
- 16:30 - サッポロ・ビア・タイム〜一枚のキップから〜
- 16:40 - 道路情報
- 16:45 - 小学生チャレンジ放送局
- 16:55 - 道新ニュース
- 17:00 - 三菱ダイヤモンドハイウェイ
- 17:15 - 三菱ドライビングポップス「由加里のディアフレンズ」→「中嶋朋子ちょっと浪漫彩（ロマンいろ）」
- 17:25 - 三共ホットインフォメーション（若山弦蔵）
- 17:30 - 小沢昭一の小沢昭一的こころ
- 17:45 - イブニングネットワーク・ニュースハイライト

### 9:00 - 17:00枠時代（1993年4月 - 1994年4月）
- 9:00 - オープニング
- 9:12 - 北の歳時記
- 9:20 - 最新!噂のトーク
- 9:30 - 今日の天気
- 9:35 - ニチイデータグラフ
- 9:45 - 道新ニュース
- 9:50 - トピッカーレポート
- 9:55 - まるい手帖
- 10:00 - フリーコーナー
- 10:22 - 花の話あれこれ（月曜日、金曜日）
- 10:30 - ラジオショッピング
- 10:45 - 浜美枝のいい人みつけた
- 10:55 - 道新ニュース
- 11:00 - テレフォン人生相談
- 11:25 - 多湖輝のラジオ頭の体操
- 11:30 - 永六輔の誰かとどこかで
- 11:40 - トピッカーレポート
- 11:45 - 天気予報
- 11:50 - 道新ニュース

2部
- 13:00 - 2部オープニング
- 13:05 - トピッカー・ファクトリー情報
- 13:30 - デビルのストリート大作戦
- 13:35 - ミュージックスクランブル
- 13:44 - 道路情報
- 13:51 - 天気予報
- 13:55 - 道新ニュース
- 14:00 - フリーコーナー
- 14:15 - 日本列島ほっと通信
- 14:25 - ラッシュチェック
- 14:27 - フェリー情報
- 14:30 - ラジオダイス
- 14:40 - 職業対抗単語でポン!!
- 14:49 - 道路情報
- 14:52 - 天気予報
- 14:55 - 道新ニュース
- 15:00 - フリーコーナー
- 15:20 - トピッカーちょっと待って
- 15:32 - ミュージック・ハイウェイ
- 15:42 - 天気予報
- 15:45 - 道路情報
- 15:50 - フェリーガイド
- 15:52 - 道新ニュース
- 16:04 - 晩ごはんナーニ!?
- 16:10 - アベコーの穴党専科（金曜日）
- 16:20 - ばんえい競馬ホット情報（金曜日）
- 16:26 - ニュースフラッシュ
- 16:27 - ラッシュチェック
- 16:30 - サッポロ・ビア・タイム〜一枚のキップから〜
- 16:40 - 道路情報
- 16:45 - 夕刊ピックアップ
- 16:55 - 道新ニュース